# バスケットボールモロッコ代表
バスケットボールモロッコ代表（Morocco national basketball team）は、モロッコバスケットボール連盟により国際大会に派遣されるバスケットボールのナショナルチームである。
1965年のアフリカ選手権を制覇した古豪であるが、五輪はメキシコ大会1回のみで最下位。ワールドカップに至っては出場すらいまだ果たしていない。

## 主な国際大会成績
- オリンピック
  - 1968年：16位
- W杯の成績
  - 出場なし
- アフリカ選手権の成績
  - 優勝：1回（1965）